# Era del Surgimiento del Imperio
La Era del Surgimiento del Imperio es un periodo del universo ficticio de Star Wars que engloba la historia de la República Galáctica y de la Orden Jedi moderna que conocimos en las protosecuelas: desde sus inicios hasta lo sucedido durante los últimos días de la República (Batalla de Naboo, Guerras Clon) y los primeros días y años del Imperio, la Purga Jedi, hasta la Guerra Civil Galáctica.
Es llamado también Período de la Reforma de Ruusan porque engloba la historia que transcurre desde esta Reforma hasta la Era de la Rebelión y no es difícil encontrar a los Jedi de esta época citados como post-Ruusan.

## La República, los Jedi y Reforma de Ruusan
Aunque en ningún cómic ni libro ocurren los hechos que comienzan este periodo es remarcado en enciclopedias oficiales y mencionado en algún fragmento de una historia de Star Wars.
Tras la Batalla de Ruusan la Orden Jedi había quedado muy diezmada y la República dañada. Además era necesaria una Reforma en la Orden Jedi. Esta reforma comprendió entre otras cosas las túnicas Jedi que se utilizaban en las protosecuelas y el abandono de los trajes militares de las anteriores guerras.
Mientras tanto, el Jedi Johun Othone, antiguo Padawan del Maestro Hoth, pidió al Consejo la construcción de un monumento-mausoleo a los Jedi caídos en Ruusan. Ellos no aprobaron la idea, pero si lo hizo el Senado, que le proveyó de fondos para construir el Valle del Jedi. Tras la reforma de Ruusan el Consejo se volvió más rígido, se cortaron de raíz los lazos emocionales y se hizo firme la tradición de entrenar sólo a bebés.
Por supuesto también era necesaria una Reforma de la República Galáctica, la verdadera Reforma de Ruusan. La República tenía tal extensión que se organizó en sectores de más de 50 sistemas para dar cabida en la Rotonda del Senado Galáctico a sus políticos de cada vez más mundos.
Excepto las fuerzas planetarias, el ejército republicano desapareció definitivamente hasta la llegada del Ejército Clon y el Acta Militar.

## Literatura
- Aprendiz de Jedi
- Velo de traiciones
- Darth Maul. El cazador en las tinieblas
- Episodio I: La amenaza fantasma
- El planeta misterioso
- La llegada de la tormenta
- Episodio II: El ataque de los clones
- Clone Wars
- Guerras Clon
- El laberinto del mal
- Episodio III: La venganza de los Sith
- Darth Vader: El Señor Oscuro
- Coruscant Nights
- The Last of the Jedi
- Trilogía de Han Solo

- Datos: Q5835198